# NGC 2025
NGC 2025 是山案座的大麥哲倫星系中的一個疏散星團。
 维基共享资源上的相關多媒體資源：NGC 2025
- NED – NGC 2025
- SEDS – NGC 2025
- SIMBAD – NGC 2025
- VizieR – NGC 2025
- C.塞利格曼教授的網站 - （英文）NGC 2025 （页面存档备份，存于）